# Coarne (film)
Coarne (titlu original: Horns) este un film american și canadian de fantezie întunecată din 2013 regizat de Alexandre Aja. Rolurile principale au fost interpretate de actorii  Daniel Radcliffe și Juno Temple. Daniel Radcliffe joacă rolul lui Ig, un om care este acuzat pe nedrept că și-a violat și ucis iubita și care folosește abilități noi paranormale pentru a descoperi cine este adevăratul ucigaș.  Scenariul, realizat de Keith Bunin, se bazează pe un roman omonim scris de Joe Hill în 2010.

## Distribuție
- Daniel Radcliffe ca Ignatius "Ig" Perrish[2][3][4]
- Juno Temple ca Merrin Williams, iubita lui Ig.[5]
- James Remar ca Derrick Perrish
- Kelli Garner ca Glenna
  - Laine MacNeil ca fetița Glenna
- Heather Graham - Chelnerița
- Joe Anderson ca Terry Perrish
  - Jared Ager-Foster ca băiatul Terry
- Max Minghella ca Lee Tourneau
  - Dylan Schmid ca Lee la 13-15 ani
- Sabrina Carpenter ca fetița Merrin
- Alex Zahara ca Dr. Renald
- Kendra Anderson ca Delilah
- Michael Adamthwaite ca Eric Hannity
  - Erik McNamee ca tânprul Eric
- Desiree Zurowski ca reporter radio

Shia LaBeouf a fost ales inițial pentru a juca rolul principal dar a fost înlocuit mai târziu cu Radcliffe.